# Parabrachypsalis
Parabrachypsalis — вимерлий рід хижих, що знайдений у таких країнах: США (Флорида) (1 колекція). Рід містить такі види: Parabrachypsalis janisae.